# (4805) Asteropaios
(4805) Asteropaios ist ein Asteroid aus der Gruppe der Jupiter-Trojaner. Damit werden Asteroiden bezeichnet, die auf den Lagrange-Punkten auf der Bahn des Jupiter um die Sonne laufen. (4805) Asteropaios wurde am 13. November 1990 von der US-amerikanischen Astronomin Carolyn Shoemaker entdeckt. Er ist dem Lagrange-Punkt L5 zugeordnet. 
Benannt ist der Asteroid nach Asteropaios, einer mit dem Trojanischen Krieg in Zusammenhang stehenden mythologischen Figur.